# Золотая малина (премия, 1995)
15-я церемония объявления лауреатов премии «Золотая малина» за сомнительные заслуги в области кинематографа за 1994 год состоялась 26 марта 1995 года в El Rey Theatre, в Лос-Анджелесе, Калифорния.
В этом году были введены две новые категории: за худший ремейк или сиквел и за худший актёрский дуэт.

## Статистика
| Фильм                                                                   | номинации | победы |
| ----------------------------------------------------------------------- | --------- | ------ |
| • Цвет ночи / Color of Night                                            | 9         | 1      |
| • В смертельной зоне / On Deadly Ground                                 | 6         | 1      |
| • Норт / North                                                          | 6         | -      |
| • Специалист / The Specialist                                           | 5         | 2      |
| • Уайетт Эрп / Wyatt Earp                                               | 5         | 2      |
| • Флинтстоуны / The Flintstones                                         | 4         | 2      |
| • Райское наслаждение / Exit to Eden                                    | 3         | 1      |
| • Голый пистолет 33⅓: Последний выпад / Naked Gun 33⅓: The Final Insult | 2         | 2      |
| • Полицейский из Беверли-Хиллз 3 / Beverly Hills Cop III                | 2         | -      |
| • Даже девушки-ковбои иногда грустят / Even Cowgirls Get the Blues      | 2         | -      |

## Список лауреатов и номинантов
Победители выделены отдельным цветом. 
| Категории                         | Лауреаты и номинанты | Лауреаты и номинанты | Лауреаты и номинанты |
| --------------------------------- | --- | --- | --- |
| Худший фильм                      | • Цвет ночи (Hollywood Pictures) (продюсеры: Базз Фейтшанс и Дэвид Маталон) | • Цвет ночи (Hollywood Pictures) (продюсеры: Базз Фейтшанс и Дэвид Маталон) | • Цвет ночи (Hollywood Pictures) (продюсеры: Базз Фейтшанс и Дэвид Маталон) |
| Худший фильм                      | • Норт (Columbia) (продюсеры: Роб Райнер и Алан Звайбел) | | |
| Худший фильм                      | • В смертельной зоне (Warner Bros.) (продюсеры: Стивен Сигал, Джулиус Р. Нассо и А. Китман Хо) | | |
| Худший фильм                      | • Специалист (Warner Bros.) (продюсер: Джерри Вайнтрауб) | | |
| Худший фильм                      | • Уайетт Эрп (Warner Bros.) (продюсеры: Джим Уилсон, Кевин Костнер и Лоуренс Кэздан) | | |
| Худший ремейк или сиквел          | • Уайетт Эрп (Warner Bros.) (продюсеры: Джим Уилсон, Кевин Костнер и Лоуренс Кэздан) | • Уайетт Эрп (Warner Bros.) (продюсеры: Джим Уилсон, Кевин Костнер и Лоуренс Кэздан) | • Уайетт Эрп (Warner Bros.) (продюсеры: Джим Уилсон, Кевин Костнер и Лоуренс Кэздан) |
| Худший ремейк или сиквел          | • Полицейский из Беверли-Хиллз 3 (Paramount) (продюсеры: Роберт Реме и Мейс Нойфелд) | | |
| Худший ремейк или сиквел          | • Городские пижоны 2: Легенда о золоте Кёрли (Columbia) (продюсер: Билли Кристал) | | |
| Худший ремейк или сиквел          | • Флинтстоуны (Universal) (продюсер: Брюс Коэн) | | |
| Худший ремейк или сиквел          | • Любовная история (Warner Bros.) (продюсер: Уоррен Битти) | | |
| Худшая мужская роль               | Кевин Костнер | • Кевин Костнер — «Уайетт Эрп» (за роль Уайетта Эрпа) | • Кевин Костнер — «Уайетт Эрп» (за роль Уайетта Эрпа) |
| Худшая мужская роль               | Кевин Костнер | • Маколей Калкин — | «Наравне с отцом» (за роль Тимми Глисона), «Повелитель страниц» (за роль Ричарда Тайлера), «Богатенький Ричи» (за роль Ричи Рича) |
| Худшая мужская роль               | Кевин Костнер | • Стивен Сигал — «В смертельной зоне» (за роль Форреста Тафта) | |
| Худшая мужская роль               | Кевин Костнер | • Сильвестр Сталлоне — «Специалист» (за роль Рэя Квика) | |
| Худшая мужская роль               | Кевин Костнер | • Брюс Уиллис — | «Цвет ночи» (за роль доктора Билла Кейпа), «Норт» (за роль «пасхального зайца») |
| Худшая женская роль               | Шэрон Стоун | • Шэрон Стоун — | «На перепутье» (за роль Салли Истмен), «Специалист» (за роль Мэй Мунро) |
| Худшая женская роль               | Шэрон Стоун | • Ким Бейсингер — «Побег» (за роль Кэрол Маккой) | |
| Худшая женская роль               | Шэрон Стоун | • Джоан Чэнь — «В смертельной зоне» (за роль Масу) | |
| Худшая женская роль               | Шэрон Стоун | • Джейн Марч — «Цвет ночи» (за роль Роуз) | |
| Худшая женская роль               | Шэрон Стоун | • Ума Турман — «Даже девушки-ковбои иногда грустят» (за роль Сисси Хэнкшоу) | |
| Худшая мужская роль второго плана | О. Джей Симпсон | • О. Джей Симпсон — «Голый пистолет 33⅓: Последний выпад» (за роль детектива Нортберга) | • О. Джей Симпсон — «Голый пистолет 33⅓: Последний выпад» (за роль детектива Нортберга) |
| Худшая мужская роль второго плана | О. Джей Симпсон | • Дэн Эйкройд — | «Райское наслаждение» (за роль Фреда Лавери), «Норт» (за роль Па Текса) |
| Худшая мужская роль второго плана | О. Джей Симпсон | • Джейн Марч — «Цвет ночи» (за роль Ричи) | |
| Худшая мужская роль второго плана | О. Джей Симпсон | • Уильям Шетнер — «Звёздный путь: Поколения» (за роль капитана Джеймса Т. Кирка) | |
| Худшая мужская роль второго плана | О. Джей Симпсон | • Род Стайгер — «Специалист» (за роль Джо Леона) | |
| Худшая женская роль второго плана | Рози О'Доннелл | • Рози О'Доннелл — | «Патрульная машина 54» (за роль Люсиль Туди), «Райское наслаждение» (за роль Шейлы Кингстон), «Флинтстоуны» (за роль Бетти Раббл) |
| Худшая женская роль второго плана | Рози О'Доннелл | • Кэти Бэйтс — «Норт» (за роль мамы с Аляски) | |
| Худшая женская роль второго плана | Рози О'Доннелл | • Элизабет Тейлор — «Флинтстоуны» (за роль Пирл Слэгхупл) | |
| Худшая женская роль второго плана | Рози О'Доннелл | • Лесли Энн Уоррен — «Цвет ночи» (за роль Сондры Дорио) | |
| Худшая женская роль второго плана | Рози О'Доннелл | • Шон Янг — «Даже девушки-ковбои иногда грустят» (за роль Мэри Барт) | |
| Худший режиссёр                   | Стивен Сигал | • Стивен Сигал за фильм «В смертельной зоне» | • Стивен Сигал за фильм «В смертельной зоне» |
| Худший режиссёр                   | Стивен Сигал | • Лоуренс Кэздан — «Уайетт Эрп» | |
| Худший режиссёр                   | Стивен Сигал | • Джон Лэндис — «Полицейский из Беверли-Хиллз 3» | |
| Худший режиссёр                   | Стивен Сигал | • Роб Райнер — «Норт» | |
| Худший режиссёр                   | Стивен Сигал | • Ричард Раш — «Цвет ночи» | |
| Худший сценарий                   | • Том С. Паркер, Джим Дженниуайн, Стивен Э. де Соуза, Лауэлл Ганц, Бэбалу Мэндел, Мич Марковиц, Дава Савел, Брайан Левант, Майкл Уилсон, Эл Айдекман, Синди Беджел, Ллойд Гарвер, Дэвид Силверман, Стивен Сустарсик, Нэнси Стин, Нил Томпсон, Дэниэл Голдин, Джошуа Голдин, Питер Мартин Вортманн, Роберт Конте, Джеффри Рено, Рон Осборн, Брюс Коэн, Джейсон Хоффс, Кейт Баркер, Гэри Росс, Роб Дамс, Ленни Риппс, Фред Фокс мл., Лу Даймонд, Дэвид Ричардсон, Рой Тейчер, Ричард Гурман, Майкл Дж. Ди Гаэтано и Рут Беннетт (всего 35 имён) — «Флинтстоуны» | • Том С. Паркер, Джим Дженниуайн, Стивен Э. де Соуза, Лауэлл Ганц, Бэбалу Мэндел, Мич Марковиц, Дава Савел, Брайан Левант, Майкл Уилсон, Эл Айдекман, Синди Беджел, Ллойд Гарвер, Дэвид Силверман, Стивен Сустарсик, Нэнси Стин, Нил Томпсон, Дэниэл Голдин, Джошуа Голдин, Питер Мартин Вортманн, Роберт Конте, Джеффри Рено, Рон Осборн, Брюс Коэн, Джейсон Хоффс, Кейт Баркер, Гэри Росс, Роб Дамс, Ленни Риппс, Фред Фокс мл., Лу Даймонд, Дэвид Ричардсон, Рой Тейчер, Ричард Гурман, Майкл Дж. Ди Гаэтано и Рут Беннетт (всего 35 имён) — «Флинтстоуны» | • Том С. Паркер, Джим Дженниуайн, Стивен Э. де Соуза, Лауэлл Ганц, Бэбалу Мэндел, Мич Марковиц, Дава Савел, Брайан Левант, Майкл Уилсон, Эл Айдекман, Синди Беджел, Ллойд Гарвер, Дэвид Силверман, Стивен Сустарсик, Нэнси Стин, Нил Томпсон, Дэниэл Голдин, Джошуа Голдин, Питер Мартин Вортманн, Роберт Конте, Джеффри Рено, Рон Осборн, Брюс Коэн, Джейсон Хоффс, Кейт Баркер, Гэри Росс, Роб Дамс, Ленни Риппс, Фред Фокс мл., Лу Даймонд, Дэвид Ричардсон, Рой Тейчер, Ричард Гурман, Майкл Дж. Ди Гаэтано и Рут Беннетт (всего 35 имён) — «Флинтстоуны» |
| Худший сценарий                   | • Мэттью Чэпмен и Билли Рэй — «Цвет ночи» | | |
| Худший сценарий                   | • Джон Маттсон — «Карманные деньги» | | |
| Худший сценарий                   | • Алан Звайбел и Эндрю Шайнмен — «Норт» | | |
| Худший сценарий                   | • Эд Хоровиц и Робин Рассин — «В смертельной зоне» | | |
| Худшая новая звезда               | Анна Николь Смит | • Анна Николь Смит — «Голый пистолет 33⅓: Последний выпад» (за роль Тани Питерс) | • Анна Николь Смит — «Голый пистолет 33⅓: Последний выпад» (за роль Тани Питерс) |
| Худшая новая звезда               | Анна Николь Смит | • Джим Керри — | «Эйс Вентура: Розыск домашних животных» (за роль Эйс Вентуры), «Тупой и ещё тупее» (за роль Ллойда Кристмаса), «Маска» (за роль Стэнли Ипкисса / Маски) |
| Худшая новая звезда               | Анна Николь Смит | • Крис Эллиотт — «Юнга» (за роль Натаниеля Мэйуэзера) | |
| Худшая новая звезда               | Анна Николь Смит | • Крис Айзек — «Маленький Будда» (за роль Дина Конрада) | |
| Худшая новая звезда               | Анна Николь Смит | • Шакил О'Нил — «Азартная игра» (за роль Неона Бордо) | |

| Худший актёрский дуэт | Том Круз                                                                                              | Брэд Питт                                                                      | • Том Круз и Брэд Питт — «Интервью с вампиром»                                 | Сильвестр Сталлоне                                                             | Шэрон Стоун                                                                    |
| Худший актёрский дуэт | Том Круз                                                                                              | Брэд Питт                                                                      | • Сильвестр Сталлоне и Шэрон Стоун — «Специалист»                              | Сильвестр Сталлоне                                                             | Шэрон Стоун                                                                    |
| Худший актёрский дуэт | Том Круз                                                                                              | Брэд Питт                                                                      | • любая комбинация из двух человек в фильмe «Цвет ночи»                        | Сильвестр Сталлоне                                                             | Шэрон Стоун                                                                    |
| Худший актёрский дуэт | Том Круз                                                                                              | Брэд Питт                                                                      | • Дэн Эйкройд и Рози О'Доннелл — «Райское наслаждение»                         | Сильвестр Сталлоне                                                             | Шэрон Стоун                                                                    |
| Худший актёрский дуэт | Том Круз                                                                                              | Брэд Питт                                                                      | • Кевин Костнер и любая из его трёх жён в фильмe «Уайетт Эрп»                  | Сильвестр Сталлоне                                                             | Шэрон Стоун                                                                    |
| Худшая песня к фильму | • Marry the Mole! — «Дюймовочка» — музыка: Барри Манилоу, слова: Джек Фельдман                        | • Marry the Mole! — «Дюймовочка» — музыка: Барри Манилоу, слова: Джек Фельдман | • Marry the Mole! — «Дюймовочка» — музыка: Барри Манилоу, слова: Джек Фельдман | • Marry the Mole! — «Дюймовочка» — музыка: Барри Манилоу, слова: Джек Фельдман | • Marry the Mole! — «Дюймовочка» — музыка: Барри Манилоу, слова: Джек Фельдман |
| Худшая песня к фильму | • The Color of The Night — «Цвет ночи» — музыка и слова: Джад Фридман, Лорен Кристи и Доминик Фронтир |                                                                                |                                                                                |                                                                                |                                                                                |
| Худшая песня к фильму | • Under The Same Sun — «В смертельной зоне» — авторы: Марк Хадсон, Клаус Майне и Скотт Фэйрбейрн      |                                                                                |                                                                                |                                                                                |                                                                                |